# Dilochrosis balteata
Dilochrosis balteata är en skalbaggsart som beskrevs av Snellen van Vollenhoven 1871. Dilochrosis balteata ingår i släktet Dilochrosis och familjen Cetoniidae. Inga underarter finns listade i Catalogue of Life.